# Сигрем Билдинг
Сигрем Билдинг (на английски: Seagram Building) е административна сграда – небостъргач, проектиран от архитектите Лудвиг Мис ван дер Рое и Филип Джонсън. Разположен е на Парк Авеню в Манхатан, Ню Йорк.
Сградата е с височина 157 метра, разпределени в 38 етажа. Тя е проектирана и построена в периода 1954 – 1958 година. Зданието е поръчано за главна административна база в САЩ на базираната в Монреал канадската компания за производство на алкохолни напитки – „Joseph E. Seagram's & Sons“.
„Сигрем Билдинг“ се превръща в един от най-добрите примери за естетиката на функционализма и шедьовър на корпоративния модернизъм.

## Описание
Философията и Интернационалният стил, които са въплътени в сградата, имат огромно влияние върху развитието на американската архитектура. Характерен белег на приложената стилистика е отчетливото външно експониране на структурата на съставните елементи. С това си произведение Мис ван дер Рое иска да покаже, че направени видими – конструктивните елементи могат да заместят формализма на изкуствената растерна декорация, като много по-искрено влизат в комуникация с наблюдаващата ги публика от която и да е система за орнаментация. „Сигрем Билдинг“, както голяма част от сградите през следващите десетилетия, е изграден от сглобяема метална конструкция с окачена към нея стъклена фасадна равнина. В сърцевината на обема е изпълнено усилено бетоново ядро, достигащо до 17-ия етаж.
След завършването си, с цената си от 36 000 000 долара, сградата се оказва небостъргачът с най-висока строителна стойност на квадратен метър. Една от причините е използването на скъпи качествени материали във всеки детайл и щедрата интериорна декорация с бронзови елементи и облицовки и настилки от травертин и мрамор.

### Разположение
„Сигрем Билдинг“ е разположен в среден Манхатън, в карето между „52-ра“ и „53-та улица“, тангирано в западна посока от „Парк Авеню“. Сградата е отдръпната умишлено навътре от авенюто, за да се получи просторно открито обществено пространство – площад, чиято настилка продължава и зад стъклените витрини на партерния етаж. Симетрично в двата края на площада са разположени две правоъгълни водни „огледала“. Диагонално през кръстовището на „53-та улица“ с „Парк Авеню“ се намира сградата „Ливър Хаус“, проектирана от архитектурната компания „Скидмор, Оуингс и Мерил“ (СОМ).
Странично откъм „52-ра улица“, на партера на самия „Сигрем Билдинг“ е разположен култовият ресторант „Четирите сезона“, проектиран също от Мис ван дер Рое и най-вече от Филип Джонсън. Интериорният дизайн на заведението е непроменен от отварянето му през 1959 година.
Небостъргачът заедно с дизайна на ресторанта са регистрирани като паметник на културата за Съединените щати.

### История
Начинанието за построяването на небостъргача е подето от Самуел Бронфмън, придобил компанията „Joseph E. Seagram's & Sons“. Неговата дъщеря – Филис Ламбърт – е основно действащо лице при осъществяването на проекта. Самата тя е учила архитектура в проектирания от Мис ван дер Рое – Илинойски технически институт, където той е ръководител на архитектурното училище. Тя убеждава баща си да се обърне към маестрото на модернизма за изготвяне на мащабния проект. Ламбърт изпълнява длъжността на директор на планирането от страна на инвеститора.
През 1979 – 1980 година големият пенсионен фонд „Teachers Insurance & Annuity Association College Retirement Equities Fund“ купува сградата от „Seagram's & Sons“. Старият собственик продължава да бъде наемател на значителна част от етажите. Фондът остава собственик до 2000 година, когато изправени пред належащата нужда от модернизация на сградата, което би им струвало между 40 и 50 милиона долара, ръководителите решават да обявят „Сигрем Билдинг“ за продажба.
Компанията „RFR Holding LLC“, представлявана от бизнесмена Аби Росен, става новият собственик на апетитния имот. Те придобиват небостъргача за сумата от 375 млн. долара (десет пъти повече от стойността при построяването му).